# لورين وودز
لورين وودز (بالإنجليزية: Loren Woods)‏ مواليد 21 يونيو 1978 في سانت لويس، هو لاعب كرة سلة أمريكي سابق بدأ مسيرته الاحترافية في سنة 2001 حيث تم اختياره من قبل فريق مينيسيوتا تيمبر وولفز خلال الدرافت، لعب في مركز الوسط. لعب مع أندية من لبنان والبحرين.

## فرق لعب لها
- مينيسيوتا تيمبر وولفز
- ميامي هيت
- تورونتو رابتورز
- زالغيريس لكرة السلة
- هيوستن روكتس
- باسكت سرقسطة 2002

## إحصائيات المسيرة

### الموسم الاعتيادي
| السنة   | الفريق                | لعب | بدأ | دقيقة | ميداني% | ثلاثية | حرة  | ارتداد | صنع | استلاب | تصدي | نقطة |
| ------- | --------------------- | --- | --- | ----- | ------- | ------ | ---- | ------ | --- | ------ | ---- | ---- |
| 2001–02 | مينيسيوتا تيمبر وولفز | 60  | 0   | 8.6   | .344    | .000   | .733 | 2.0    | .4  | .3     | .6   | 1.8  |
| 2002–03 | مينيسيوتا تيمبر وولفز | 38  | 11  | 9.3   | .382    | .333   | .778 | 2.5    | .5  | .3     | .3   | 2.1  |
| 2003–04 | ميامي هيت             | 38  | 2   | 13.3  | .458    | .000   | .600 | 3.5    | .3  | .3     | .5   | 3.2  |
| 2004–05 | تورونتو رابتورز       | 45  | 30  | 15.8  | .433    | .000   | .576 | 4.9    | .4  | .2     | .9   | 3.9  |
| 2005–06 | تورونتو رابتورز       | 27  | 4   | 12.0  | .475    | .000   | .429 | 4.1    | .1  | .3     | .9   | 2.3  |
| 2007–08 | هيوستن روكتس          | 7   | 0   | 2.4   | .600    | .000   | .000 | .1     | .3  | .0     | .0   | .9   |
| المسيرة |                       | 215 | 47  | 11.3  | .419    | .143   | .642 | 3.2    | .3  | .3     | .6   | 2.6  |

### التصفيات
| السنة   | الفريق                | لعب | بدأ | دقيقة | ميداني% | ثلاثية | حرة  | ارتداد | صنع | استلاب | تصدي | نقطة |
| ------- | --------------------- | --- | --- | ----- | ------- | ------ | ---- | ------ | --- | ------ | ---- | ---- |
| 2002–03 | مينيسيوتا تيمبر وولفز | 2   | 0   | 1.0   | .333    | .000   | .000 | .5     | .0  | .0     | .0   | 1.0  |
| 2003–04 | ميامي هيت             | 1   | 0   | 2.0   | .000    | .000   | .000 | .0     | .0  | .0     | .0   | .0   |
| 2007–08 | هيوستن روكتس          | 1   | 0   | 1.0   | 1.000   | .000   | .000 | 1.0    | .0  | .0     | .0   | 2.0  |
| المسيرة |                       | 4   | 0   | 1.3   | .500    | .000   | .000 | .5     | .0  | .0     | .0   | 1.0  |

## روابط خارجية
- لورين وودز على موقع الدوري الأوروبي لكرة السلة (الإنجليزية)
- لورين وودز على موقع إن بي أي (الإنجليزية)
- لورين وودز على موقع سبورتس رفرنس (الإنجليزية)
- لورين وودز على موقع الدوري الإسباني لكرة السلة (الإسبانية)
- لورين وودز على موقع كرة السلة الأوروبية.كوم (الإنجليزية)
- لورين وودز على موقع كلية كرة السلة في سبورتس رفرنس.كوم (الإنجليزية)
- لورين وودز على موقع ريلجم (الإنجليزية)
- لورين وودز على موقع بروبوليرز (الإنجليزية)
- لورين وودز على موقع سبورتس رفرنس (الإنجليزية)
- لورين وودز على موقع سبورتس رفرنس (الإنجليزية)